# Einer von uns beiden
Einer von uns beiden (alemany Un de nosaltres dos) és una pel·lícula alemanya occidental del 1974 dirigida per Wolfgang Petersen. Va ser el primer llargmetratge de Petersen, i es va basar en la novel·la homònima de Horst Bosetzky, publicada de manera anònima amb el seu pseudònim -ky. La pel·lícula és un thriller psicològic i se centra en l'intens conflicte entre un professor universitari i un xantatge. La pel·lícula compta amb Klaus Schwarzkopf i Jürgen Prochnow com els dos personatges principals i va guanyar dos Bundesfilmpreise.

## Trama
Ziegenthals (Jürgen Prochnow), un estudiant fracassat, arriba a final de mes com a escriptor fantasma acadèmic. Per accident descobreix que el respectat professor de sociologia, Rüdiger Kolczyk (Klaus Schwarzkopf), ha plagiat la seva tesi doctoral traduint el treball d'un erudit nord-americà. Decideix fer xantatge a Kolczyk i demanar 10.000 DM i pagaments mensuals addicionals de 1.500 DM. Kolczyk inicialment està d'acord, però li promet a Ziegenhals que "només un de nosaltres sobreviurà". Buscant una manera de lluitar, Kolczyk intenta recollir informació sobre Ziegenhals de la Miezi (Elke Sommer), una prostituta i companya de pis i amiga de Ziegenhals. Com que Miezi ha estalviat prou diners, està pensant en deixar la seva professió. Al mateix temps, el seu violent exnòvio i antic proxeneta, Kalle Prötzel (Claus Theo Gärtner), ha sortit de la presó; l'assassina i li roba els estalvis. Durant les investigacions, la policia descobreix que Miezi tenia una cita amb Kolczyk i descobreix els pagaments que Kolczyk fa a Ziegenhals. Ser els principals sospitosos de la investigació de l'assassinat només augmenta l'odi entre Kolczyk i Ziegenhals, que lluiten amb tots els mitjans disponibles. Kolczyk, descobert que en Ziegenhals pensa que Kolczyk el vol matar, comença a jugar amb la ment de Ziegenhals. Per exemple, li envia un paquet amb un despertador, fent pensar a Ziegenhals que ha rebut una bomba de correu. Mentrestant, Ziegenhals es fa amistat amb la filla de Kolczyk, Ginny (Kristina Nel), i la converteix en la seva amant. Tot i que això els obliga a tots dos a haver de fingir en públic que són amics, el desastre final no es pot evitar.

## Repartiment
- Klaus Schwarzkopf com el professor Rüdiger Kolczyk
- Jürgen Prochnow com a Bernd Ziegenhals
- Elke Sommer com a Miezi
- Ulla Jacobsson com a Reinhild Kolczyk
- Kristina Nel com a Ginny Kolczyk
- Anita Kupsch com a secretària Beate Blau
- Walter Gross com a avi Melzer
- Fritz Tillmann com el Dr. Sievers
- Berta Drews com la mare Braats
- Claus Theo Gärtner com a Kalle Prötzel

## Producció i distribució
Einer von uns beiden va ser el primer llargmetratge de Petersen. Petersen ja havia dirigit diverses pel·lícules d'alt perfil per a televisió, incloent quatre episodis per a la sèrie de televisió Tatort. Klaus Schwarzkopf i Jürgen Prochnow ja havien aparegut en algunes de les produccions Tatort de Petersen. El guió es basava en la novel·la homònima escrita per Horst Bosetzky, professor de sociologia. En aquest moment, la identitat d'Horst Bosetzky era desconeguda, ja que a causa de la seva posició com a professor que va publicar amb el pseudònim -ky. Einer von uns beiden es va rodar l'octubre i novembre de 1973 a Berlín i Sylt. La pel·lícula es va rodar en Eastmancolor en 35 mm en una proporció d'aspecte 1.66:1.
La pel·lícula va fer el seu debut teatral el 22 de febrer de 1974 al Gloria-Palast de Berlín. Es va emetre per primera vegada a la televisió el 12 de febrer de 1982 a ZDF. La pel·lícula es va estrenar en VHS el 1998 i en DVD el 2008 a Alemanya.

## Premis i honors
Einer von uns beiden va guanyar dos Bundesfilmpreise el 1974:
- Filmband in Gold al millor director novell (Wolfgang Petersen)
- Filmband in Gold a la millor fotografia (Charly Steinberger)

També va ser escollit per representar Alemanya als Premis Oscar de 1974 com a Millor pel·lícula en llengua estrangera, però no va aconseguir rebre una nominació.